# Théorie du grand homme
« grand homme » redirige ici. Pour Grandhomme, voir Grandhomme.
La théorie du grand homme explique l'histoire par l'impact d'un homme illustre auquel on attribue la paternité d'un grand nombre d'événements. La théorie apparaît au XIXe siècle sous la plume de Hegel (Phénoménologie de l'esprit) et sera reprise par plusieurs auteurs au cours des XiXe siècle et XXe siècle. Selon l'analyse philosophique de ce concept, les desseins du grand homme ne sont pas d'agir par idéal, mais de mobiliser son individualité pour conserver le pouvoir ou satisfaire ses penchants personnels.
En France, on parle alors parfois d'homme providentiel.

## Présentation
Lancée en en 1811 par Hegel puis par  Thomas Carlyle, elle est atténuée en 1860 par un contre-argument d'Herbert Spencer, affirmant que de tels grands hommes sont les produits de leur société et que leurs actions auraient été impossibles en dehors des conditions sociales mises en place avant leur naissance,,.
Herbert Spencer et Léon Tolstoï  ont également relativisé[Quand ?] le fait d'attribuer entièrement des événements historiques à des individus. Appliquée aux sociétés humaines, la Loi des grands nombres pose l'interrogation suivante : « nos actions individuelles peuvent-elles être autre chose que la confirmation d'une tendance générale qui nous dépasse ? ».
Hegel développe ses idées dans l'ouvrage intitulé la Phénoménologie de l'esprit. Selon sa pensée, la volonté du grand homme s'éloigne de l'idéal généreux et se rapproche des actions à caractère intéressé. Il s'oppose à l'idée selon laquelle le grand homme agirait par idéal sans mobiliser son individualité. Il affirme que le grand homme agit de façon à réaliser ses propres objectifs.
L'intérêt du grand homme, selon Hegel, peut alors se résumer en deux hypothèses : premièrement un agir limité à la satisfaction de ses penchants. Dans ce cas, les détracteurs du grand homme sont en fait présentés comme étant incapables de concevoir ce qui leur est supérieur. Et, selon la deuxième hypothèse, une satisfaction due au règne, de savoir maintenir une position de pouvoir politique, associée à des honneurs et à la sécurité, qui ne peuvent exister que dans le cadre d'un État. Il s'agit du bonheur d’être le maître.
En 1938, Sigmund Freud propose dans Moïse et le monothéisme un modèle de grand homme en les personnes de Goethe, Léonard de Vinci ou Beethoven qui ont des aptitudes à la sublimation.

### Homme providentiel

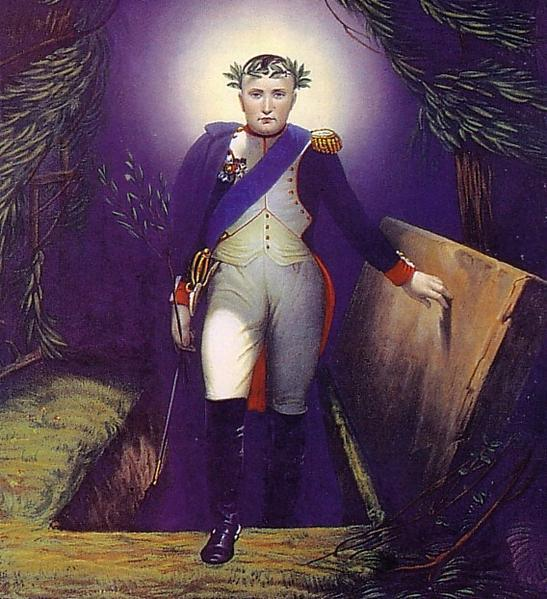
Napoléon Bonaparte représenté comme le Christ lors de la Résurrection par Jazet, d'après un tableau de Vernet.

En France on parle plus particulièrement d'un « homme providentiel ». C'est une figure récurrente de l'imaginaire politique, qui désigne, selon la définition de Jean Garrigues, « un personnage qui apparait dans les périodes de crises, et qui se présente comme le sauveur ultime chargé d’une sorte de mission historique ou divine ».
En France, cette représentation est historiquement corrélée à l'émergence de l'État-nation et à sa sacralisation, en substitut de celle dont bénéficiait jusqu'alors l'Église. Raymond Aron voit dans la politique une « religion séculière », au-delà du fanatisme dont bénéficient les dictateurs. Le phénomène a été renforcé avec l'apparition des médias de masse.
Ce phénomène est parfois juxtaposé à la théorie du grand homme formulée en 1811 par Hegel dans Phénoménologie de l’esprit, selon laquelle l’histoire est souvent impactée par des individus uniques à l’origine de plusieurs grands bouleversements.

#### Exemples
Jeanne d’Arc est qualifiée comme étant la première figure historique répondant aux critères de l’homme providentiel, depuis la redécouverte de son histoire au XIXe siècle. L’historien Jean Garrigues juge cette représentation remarquable étant donné que « dans l’inconscient collectif français, c’est plus difficile de concevoir une femme comme figure d’homme providentiel ».
Napoléon Ier est également grandement associé à la figure de l’homme providentiel. Il s’agit sans aucun doute d’une volonté de sa part, à travers l’usage de la propagande impériale qui donne des accents presque messianiques à son parcours (Vol de l’aigle, bataille des Nations…). Napoléon « vole comme l’éclair et frappe comme la foudre, il est partout et il voit tout », peut-on lire dans les journaux officiels durant la campagne d'Italie.
Charles de Gaulle endosse par deux fois le rôle d’homme providentiel, sous l’Occupation puis à la suite du putsch d’Alger. Selon son biographe Paul-Marie de La Gorce, en œuvrant à la reconstruction du pays, de Gaulle se pose lui-même en « accoucheur de la modernité ».

## En historiographie
En Histoire, l'histoire par les Grands Hommes n'est pas appréciée des historiens, qui lui préfèrent d'autres approches comme l'Histoire du peuple. L'influence de l'école des Annales contribue à ce rejet : une histoire fondée sur les grands décideurs, une histoire-bataille, est jugée superficielle (l'écume de l'histoire) et éclipse les questions économiques, sociales... elle sert souvent un récit national, ce qui place l'Histoire du côté idéologique d'une part, et littéraire (par opposition à scientifique) d'autre part. L'école des Annales explore aussi la notion de mentalité et de psychologie collective. Pourtant, Jacques le Goff écrit dans un article de 1999 que la biographie, le sujet et l'histoire politique tendent à faire leur retour, tout en se nourrissant des méthodes récentes (ce n'est donc pas un retour au roman national du dix-neuvième siècle). La rédaction de biographie tend à être davantage littéraire qu'historique (ex. Stefan Zweig, écrivain reconnu, et biographe) en dépit de biographies tels une biographie de Saint-Augustin, ou un ouvrage dialoguant entre un roi et un peuple (Louis XIV et vingt millions de Français, Pierre Goubert). Selon le Goff, la biographie, qui n'en est pas pour autant toujours rigoureuse et méthodologiquement intéressante, constitue une réponse à une histoire économique jugée austère, ou sèche.

## Exemples
Il est possible de donner des exemples de figures historiques qui ont eu une influence majeure sur l'histoire, et qui peuvent ainsi rentrer dans la théorie du grand homme.

### Création d'un empire
Plusieurs personnages ont marqué l'histoire en fondant des empires qui ont eu une influence considérable sur l'histoire du monde ou d'un continent. On peut nommer ainsi Alexandre le Grand, grand conquérant de l'Empire perse, 
le premier empereur romain Auguste, 
le roi des Francs et empereur de l'empire carolingien Charlemagne, 
le fondateur de l'empire mongol Gengis Khan 
ou encore le grand conquérant de l'Europe Napoléon Ier.

### Religions
Enfin, il est important de nommer quelques figures ayant fait date sur le plan religieux. Il faut ainsi mentionner la figure fondatrice des 3 religions du livre, l'hébreu Moïse, également le messie à l'origine du message chrétien Jésus
, le pharaon Akhénaton
, le fondateur du bouddhisme, le « mystérieux » Siddhartha Gautama 
ou encore le prophète fondateur de l'islam Mahomet
.

### Grands Hommes exemplaires et leur littérature historiographique
1. ↑  Alexandre le Grand
  - Simon Marcel, « Alexandre le Grand, juif et chrétien », Revue d'histoire et de philosophie religieuses, 1941 « constitution de la légende d'Alexandre le Grand »
  - Roussel Pierre, « Alexandre le Grand » (compte rendu lecture U. Wilcken. Alexander der Grosse, 1931 et G. Radet, Alexandre le Grand, 1931), Journal des savants, 1932 « Les chapitres (III-IX) montrent comment Alexandre, héritier à vingt-deux ans des grands desseins de son père assassiné, les élargit peu à peu jusqu'à l'infini en y mettant la marque d'un génie presque paradoxal où les calculs de la raison doivent servir aux aspirations illimitées du rêve. Roi de Macédoine, chef suprême de la Ligue Panhellénique, il assure sa situation dans ses États et en Grèce avant de passer en Asie. Par une stratégie heureuse, il isole l'empire perse du monde grec, coupant court aux dangereuses intrigues qui auraient pu, comme jadis Agésilas, le rappeler en Europe. »
  - Sandrine Hériché-Pradeau, « Chrystèle Blondeau. Un conquérant pour quatre ducs. Alexandre le Grand à la cour de Bourgogne, 2009. » (compte rendu lecture thèse : Les chartes ornées dans l’Europe romane et gothique), Bibliothèque de l'école des chartes, 2011 « l’analyse conjointe du corpus textuel et visuel qui a inscrit progressivement la figure d’Alexandre le Grand dans la culture bourguignonne afin de servir la mise en scène du pouvoir ducal sur quatre générations, de Philippe le Hardi, à qui Jean le Bon concède le duché de Bourgogne en 1363, jusqu’à Charles le Téméraire, mort en 1477 (...) La première partie, que l’on peut lire comme un préambule synthétique, propose un inventaire clair et documenté de la présence du Macédonien dans les œuvres littéraires et figuratives des collections ducales. »
  - Claire Muckensturm-Poulle, « Alexandre le Grand : un modèle pour les empereurs romains ? Alexandre le Grand. Les risques du pouvoir. » (traduction Textes philosophiques et rhétoriques, traduction et commentaire par Laurent Pernot, collection « La Roue à Livres » , 2013), Dialogues d'histoire ancienne, 2015
  - Pierre Briant, « Impérialismes antiques et idéologie coloniale dans la France contemporaine : Alexandre le Grand modèle colonial. », Dialogues d'histoire ancienne, 1979
2. ↑  Auguste
  - Cnaudin, « Octave Auguste, le premier empereur romain », sur Histoire pour tous, 2023
  - Jean-François Lasnier, « La fabrique du divin : Auguste et le culte impérial dans la Rome antique », sur Connaissance des arts, 2021
  - Léopold-Henri Marsaux, « La prédiction de la Sibylle et la Vision d'Auguste. », Bulletin Monumental, tome 70, 1906
3. ↑  Charlemagne Françoise Huguet, « Discours sur l'histoire universelle, à Monseigneur le Dauphin, pour expliquer la suite de la Religion, et les changements des Empires. Depuis le commencement du monde, jusqu'à l'Empire de Charlemagne » (note bibliographique 114 sur le Discours de Bossuet), Publications de l'Institut national de recherche pédagogique, 1997
4. ↑  Gengis Khan
  - André Larané, « Gengis Khan (1155 - 1227) Le plus vaste empire qui ait jamais existé » (résumé (article payant)), sur Hérodote.net, 2021
  - Françoise Aubin, « Michel Hoàng, Gengis-khan, 1988. » (compte rendu), Études chinoises, 1989 « Si le souvenir de Gengis-khan (mort en 1227) peut être éternellement recréé, bouillonnant de vie, de tendresse pour les serviteurs fidèles et les orphelins, de sagesse séculaire, de loyauté et de noblesse, c'est qu'il a été immortalisé dans un but cultuel par une pseudo-chronique, au ton épique et poétique, L'Histoire secrète des Mongols, rédigée très probablement en 1240. Grâce à ce texte, on peut cheminer à côté du Conquérant du monde du berceau à la tombe, partager ses conversations, ses soucis, ses ordres de bataille, sa table et presque son lit. Quelle aubaine pour l'amateur d'histoire romancée ! D'autant que les conquêtes Gengiskhanides ont suscité chez les victimes toute une littérature du désespoir, de la répulsion, de l'admiration. La Gengis-khanomanie moderne plonge ses racines chez les augustes pionniers du genre, Pétis de la Croix (1710) et A. Gaubil (1739) ; puis elle se nourrit des travaux, sérieux pour leur temps, de Bičurin (Saint-Pétersbourg, 1829) et de d'Ohsson (La Haye, 1834-1835), et commence ensuite à s'épanouir en biographies tirées des sources chinoises et persanes (F. [von] Erdmann, Leipzig, 1862 ; R. K. Douglas, Londres, 1877). La découverte par les sinologues et mongolisants russes, dans la seconde moitié du XIXe siècle, de VHS en la forme sous laquelle les premiers Ming l'ont préservée — deux traductions chinoises, l'une globale par paragraphe, l'autre mot à mot, et une transcription phonétique par caractères chinois — et l'exploitation érudite de ce matériau hermétique allaient bientôt ouvrir la vanne au déferlement des épopées gengiskhanides pour amateurs de sensations fortes. »
  - Charles-Eudes Bonin, « Note sur le tombeau de Gengis-Khan. », Comptes rendus des séances de l'Académie des Inscriptions et Belles-Lettres, (41ᵉ année, N. 6), 1897 « A sa mort, le conquérant a prédit qu'il ressusciterait dans huit siècles ou au plus tard dans dix; par conséquent, il ne reste plus à attendre que 150 ou 350 ans pour cette résurrection. Alors une guerre éclatera entre Gengis-Khan et le souverain de la Chine; Gengis sera vainqueur et ramènera les Mongols de l'Ordos dans le Khalkha, leur patrie. »
5. ↑  Napoléon Ier Institut National de Recherche Pédagogique, « Bonaparte, Napoléon (1769-1821) », sur Persée
6. ↑  Jésus
  - Emilio Brito, « Jésus : Christ universel. Chronique de christologie. » (notes de lecture de diverses publications de théories suivant l'époque et le lieu), Revue théologique de Louvain, 1995
  - Roland Tefnin, « Cyril Aldred, Egypt : the Amarna Period and the End of the Eighteenth Dynasty. », L'antiquité classique, 1972 « A travers les critiques et les polémiques des auteurs chrétiens, l'auteur constate un échec partiel de l'Église à supplanter et faire disparaître le rite païen. Dans sa conclusion, M. Meslin cherche les raisons probables de cet échec : il se demande si ces vieux rites ne correspondent pas à des besoins religieux fondamentaux de l'homme : une « culture chrétienne » s'est constamment heurtée à une « nature essentiellement païenne, parce que plus proche des symbolismes naturels » ; le christianisme oppose un événement réalisé une fois pour toutes, à ce que les païens considéraient comme le retour d'un temps contingent et réversible : il n'a pas constitué une liturgie de nouvel an, il ne le pouvait pas. L'auteur conclut : « La fidélité des conduites humaines à des pratiques qui reflètent la croyance dans une fonction naturelle et sacrée du temps nouveau marque les limites précises d'une culture religieuse surimposée à la nature de l'homme lorsqu'elle assigne à ce temps vécu une valeur théologique de probation et de rachat. Elle manifeste donc moins à mes yeux la persistance d'un paganisme, que l'existence de sacralités naturelles, ainsi que l'extrême difficulté du paradoxe chrétien à vivre dans le monde comme n'y étant pas ». Il nous paraît difficile de suivre l'auteur dans sa tentative d'explication d'une indéniable persistance jusqu'à nos jours de rites de forme ancienne (réveillon de la St. Sylvestre, embrassades sous le gui, chahuts, étrennes, carte de vœux) ; il est fort douteux que le sens qu'ils ont aujourd'hui dans nos villes soit le même que celui qu'ils avaient jadis, et qu'ils expriment des sacralités naturelles ; nous partageons donc l'« illusion assez naïve » de croire que l'industrialisation a réussi là où l'Église avait échoué. Plus profondément nous ne croyons pas à l'opposition que propose M. Meslin, mais plutôt à une opposition entre deux cultures différentes. »
7. ↑  Akhénaton
  - Jean Sainte-Fare Garnot, « Les idées religieuses des frères jumeaux Souti et Hor, architectes d'Aménophis III. » (communication d'une traduction nouvelle des deux hymnes), Comptes rendus des séances de l'Académie des Inscriptions et Belles-Lettres, 1948 « Les deux hymnes ont une parenté frappante avec la doctrine d'El A marna, celle dont Akhenaton se fera le propagateur quelques années plus tard. Le soleil est adoré en lui-même, dans la puissance vivifiante de son disque (l'ltn), auquel est dédié le second hymne. »
  - Jean Leclan, « Livres offerts » (Hommage à Cyril Aldred, auteur d'Âkhenaton, roi d'Egypte, traduction Alain Zivie avant le décès en 1991 de son auteur qui fut longtemps le distingué conservateur de la collection égyptologique du musée d'Edimbourg), Comptes rendus des séances de l'Académie des Inscriptions et Belles-Lettres, 1998 « L'image tourmentée d'Akhenaton, le Pharaon hérétique, tranche dans la galerie des rois-dieux égyptiens. Inventeur du monothéisme ou paranoïaque adénoïdien, la gamme des jugements est diverse ; ce règne si particulier demeure une étonnante " usine à fantasmes ". Faut-il voir dans son règne relativement court une révolution totale de la religion et de l'art égyptiens ? Quel fut son réel impact dans l'histoire pharaonique — et, au-delà, dans l'histoire universelle ? (...) un démiurge tout à la fois mère et père de la création (...) ; il est difficile, semble-t-il, d'évoquer du réalisme ; ce serait bien plutôt surréalisme ou même, selon l'heureuse expression du chanoine E. Drioton, "académisme de cauchemar". »
  - Pierre Amiet, « Gérard Pommier, Naissance et renaissance de l'écriture. », Syria, 1998 « Gérard Pommier, a entrepris d'étudier l'analogie entre l'apprentissage individuel de l'écriture, marqué par l'"événement diachronique du refoulement" d'une part, et d'autre part, l'histoire de l'écriture et l'invention de l'alphabet, marquées par un événement diachronique analogue, symbolisé par l'invention des religions monothéistes. Pour point de départ est admise l'hypothèse d'un certain Velikovsky, selon laquelle Oedipe et Akhenaton auraient été une seule et même personne. Akhenaton est considéré en tant que "inventeur du monothéisme", et cette invention procéderait du meurtre fantasmatique de la figure paternelle. Elle est ainsi comparée au complexe d'Oedipe, d'où dériverait l'interdit de l'image divine. On passe ainsi à Moïse, que Freud considérait comme un compagnon d'Akhenaton, puis aux écrits bibliques. La "sacralité de l'écriture" est reliée au mythe grec de l'invention de l'alphabet par Cadmos, "bizarre compagnon de Moïse". La création de l'écriture phénicienne serait une conséquence du monothéisme, en relation avec l'Exode, d'après les textes d'Ougarit. La suite concerne l'écriture, l'inconscient et le refoulement des rêves chez l'enfant, à partir de quoi sont considérées les écritures dites synthétiques des préhistoriques, puis les écritures de l'Egypte, de la Chine, et finalement, des enfants (...) et nous met loin de l'histoire de l'écriture. Pour ce qui est de cette dernière, on ne peut qu'être étonné que l'auteur semble radicalement ignorer l'existence d'une critique biblique, se contenter d'une définition simpliste du monothéisme, et admettre les rapprochements historiques les plus hasardeux, fondés sur une bibliographie largement vieillie, ou sur des autorités discutables. »
8. ↑  Mahomet
  - Heller Bernat, « Cutler Torrey (Charles). — The Jewish Foundation of Islam (The Hilda Stroock Lectures at the Jewish Institute of Religion). 1933. », Revue des études juives, 1934 « M. Torrey vient de soumettre les problèmes de la fondation religieuse de Mahomet et les questions qui en relèvent à un nouvel examen pénétrant. Comme le titre de son ouvrage l'indique déjà, il aboutit à la conclusion que l'Islam est une fondation juive. 
1. Les Juifs en Arabie. On sait qu'aux temps préislamiques les Juifs en Arabie étaient répartis en plusieurs tribus dont deux, les Bnnoû Nadhîr etQourayza, nommées al-Kâhinân, faisaient remonter leur origine au grand-prêtre Aaron. Les oasis les plus fertiles étaient occupées par les Juifs; Haybar, la ville la plus riche du Hidjaz, est entièrement juive. Tevnia et Fadak le sont en grande partie. Médine et la Mecque avaient une population juive considérable. Quand les Juifs se sont-ils établis dans ces colonies? Dozy avait risqué la théorie que la tribu de Siméon pénétra dès le temps de Saül et David et particulièrement sous le règne d'Ezéchias dans le Nord de l'Arabie et y forma le noyau des colonies qui florissaient dans le Hidjâz jusqu'à l'époque de Mahomet. (...D'autres auteurs ont une théorie de dispersion). »
  - Samir Amghar, « Rap et islam : quand le rappeur devient imam. », Hommes et Migrations, 2003 « Les religions du Livre ont retrouvé un dynamisme apparent, que l'on parle du catholicisme, du judaïsme, du protestantisme ou encore de l'islam. Si nous nous situons toujours dans une ère de sécularisation, le phénomène a pris des accents différents. Il n'est plus question de la disparition de la religion, mais de sa transformation et de sa recomposition. Autrement dit, de nouvelles façons de croire existent. Les caractéristiques les plus manifestes de cette évolution sont la visibilité sociale de la manifestation de la foi, son témoignage direct, le rôle qu'y joue l'émotion. Avec l'institution de rapports décrits comme plus personnels avec Dieu, en dehors de toute hiérarchie religieuse, on assiste à l'émergence d'un processus de privatisation et d'intériorisation du croire. Ainsi, le rap, musique d'origine américaine, a investi un champ pour le moins inattendu : celui de la religion islamique (...) Comment expliquer l'émergence d'un rap islamique ? Par quels biais deux univers totalement opposés, l'un sacré et l'autre profane, résultats de dynamiques sociohistoriques différentes, ont pu converger pour former une expression culturelle atypique ? Quel sens revêt le rap islamique aux yeux des rappeurs ? (...) Le rap aux États-Unis constitue bien plus qu'une simple musique, il est à la fois revendication, contestation et dénonciation sociales. (...) Pour l'un des pères fondateurs du hip-hop, Afrika Bambataa, il est un moyen de canaliser les forces négatives et destructrices en puissances positives. »